# میکل لاندا
میکل لاندا (انگلیسی: Mikel Landa؛ زادهٔ ۱۳ دسامبر ۱۹۸۹) دوچرخه‌سوار اهل اسپانیا است.
از باشگاه‌هایی که در آن بازی کرده‌است می‌توان به تیم آستانه، تیم اسکای، ایوسکالتل-ایوسکادی، و تیم موویستار اشاره کرد.